# 1021 в Україні
1020 в Україні — це перелік головних подій, що відбулись у 1020 році на території сучасних українських земель.

## Події
- У Києві освячено мощі святих Бориса і Гліба.
- Будівництво у Тмуторокані на замовлення князя Мстислава Хороброго (Володимировича) церкви Богородиці.

## Засновані, створені
- церква Богородиці у Тмуторокані на замовлення князя Мстислава Володимировича.